# Dimitrios Kolovetsios
Dimitrios "Dimitris" Kolovetsios (Larissa, 16 de outubro de 1991) é um futebolista profissional grego que atua como defensor.

## Carreira

### AEL Larissa
Dimitrios Kolovetsios se profissionalizou no AEL, em 2009. Com o rebaixamento do clube acabou tendo que sair na temporada 2012.

### Pas Giannina
No Épiro, voltou a atuar na SuperLiga, entre 2012-2014.

### AEK Atenas
Kolovetsios estava no projeto de retorno do AEK Atenas a elite. Chegou ao clube em 2014 comprado por €250,000, sua estreia foi contra o Fokikos, no clube conseguiu os acessos esperado a máxima divisão grega. Atuando com Petros Mandalos, dentre outros.

### Panathinakos
Dimitrios Kolovetsios ficou como agente livre e se transferiu ao clube ateniense, em 2017, fazendo um acordo de dois anos.

## Títulos
AEK Athens F.C.
- Football League: 2014–15
- Copa da Grécia: 2015–16